# MGM Grand Las Vegas
MGM Grand Las Vegas é um hotel-cassino aberto em 1993 na Las Vegas Boulevard da cidade não-incorporada de Paradise a sul de Las Vegas, Nevada, Estados Unidos. Faz parte do grupo MGM Mirage que controla o Bellagio (hotel), Luxor, Excalibur e Treasure Island, entre outros.
Com seus 5 044 quartos, também é o maior hotel do mundo. A grande construção é conhecida pelo luxo que oferece. A MGM Grand Garden Arena é um local dentro do Cassino onde se realizam diversos tipos de eventos, como lutas de boxe (decidindo cinturão mundial, como Evander Holyfield vs. Mike Tyson e Oscar de la Hoya vs. Bernad Hopkins), além de eventos da maior organização de MMA - mixed matial arts - do mundo, o UFC, shows de artistas consagrados ( Shakira, Bee Gees, U2, The Rolling Stones, Britney Spears, Lady Gaga, Cher, Madonna, Elton John, Bruce Springsteen, Paul McCartney, Jimmy Buffett, Sarah Brightman, e Barbra Streisand Millennium Concert) e outros eventos especiais, para uma platéia de 16,800 pessoas sentadas e apreciando a excelência da visão e som que se pode desfrutar de qualquer assento. O MGM Grand também abriga o show do Cirque Du Soleil, KÀ.

## História

### hotel marina
O terreno do MGM Grand Hotel era originalmente o Marina Hotel, inaugurado em 1975. Na época, contava com um total de 714 quartos. Kirk Kerkorian comprou o Marina Hotel e o adjacente Tropicana Country Club em 1989 para adquirir o terreno necessário para construir posteriormente o MGM Grand. Após ser adquirido, o Marina Hotel passou a operar com o nome MGM-Marina Hotel。
O Marina Hotel finalmente fechou em 30 de novembro de 1990, e o novo MGM Grand foi inaugurado em 7 de outubro de 1991. O edifício do Marina Hotel ainda existe, localizado no lado oeste do edifício principal do MGM Grand Hotel。

### Hotel MGM
Em 23 de fevereiro de 1993, o MGM Grand Hotel realizou uma cerimônia de conclusão, e a última janela de vidro esmeralda foi instalada no topo do prédio de trinta andares. Durante a cerimônia, foram lançados 5.005 balões verdes, cada um contendo um cupom para uma noite grátis no MGM Grand Hotel.
O MGM Grand Hotel foi inaugurado oficialmente em 18 de dezembro de 1993 e era propriedade  da MGM  Grand Inc. O hotel utilizou o filme " O Mágico de Oz " como tema da época, inclusive usando a cor verde do filme "Cidade Esmeralda" no prédio e um grande número de decorações relacionadas ao "Mágico de Oz". Quando o MGM Grand foi significativamente renovado em 1996, o cassino temático do Mágico de Oz e a Cidade Esmeralda foram demolidos, e a Loja de Presentes da Cidade Esmeralda foi transferida para um novo espaço comercial dentro do cassino, onde continua a existir. Aberto até 2003.

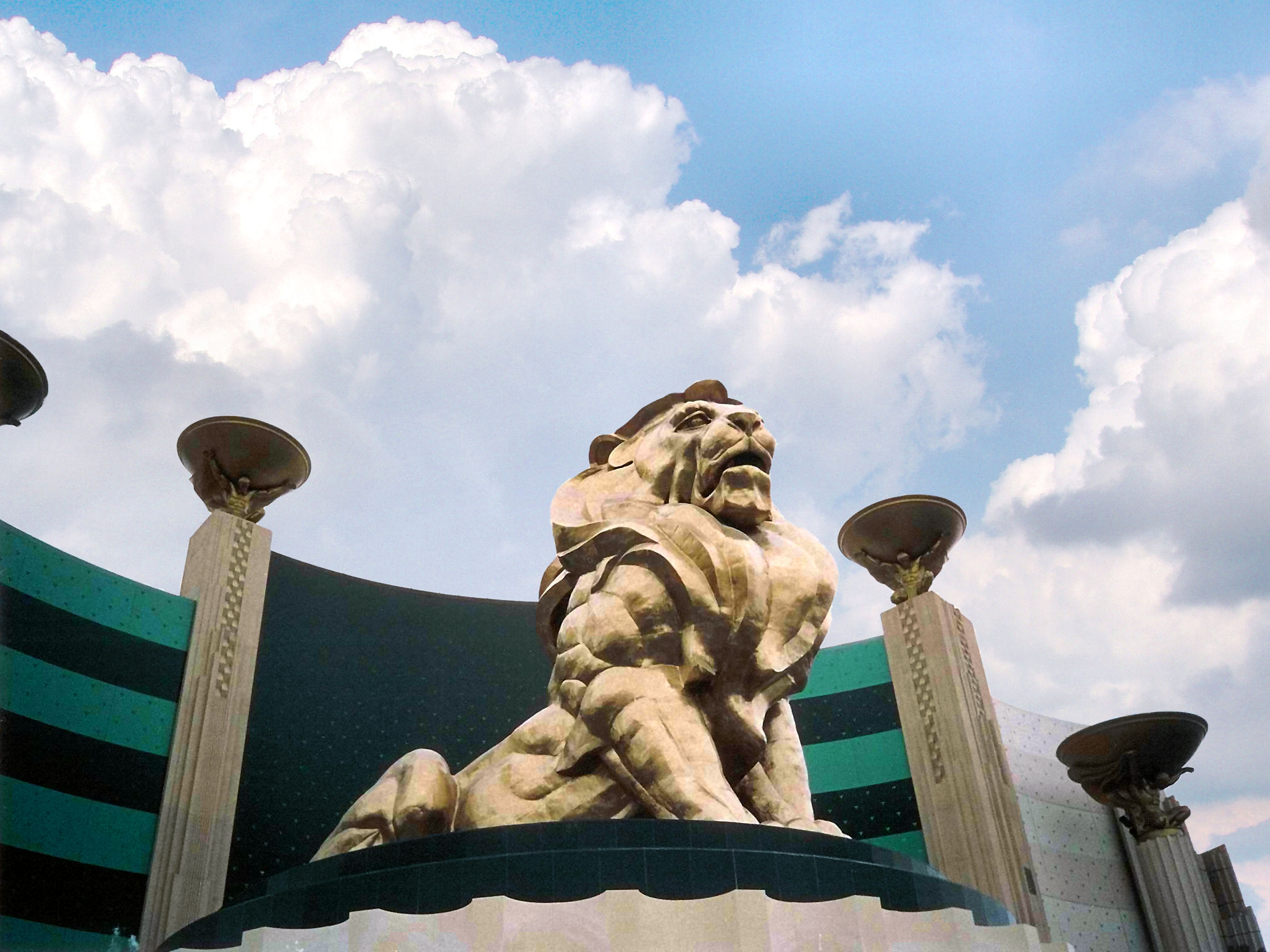
Grande estátua de leão de bronze na entrada do MGM Grand Hotel

## Detalhes e curiosidades

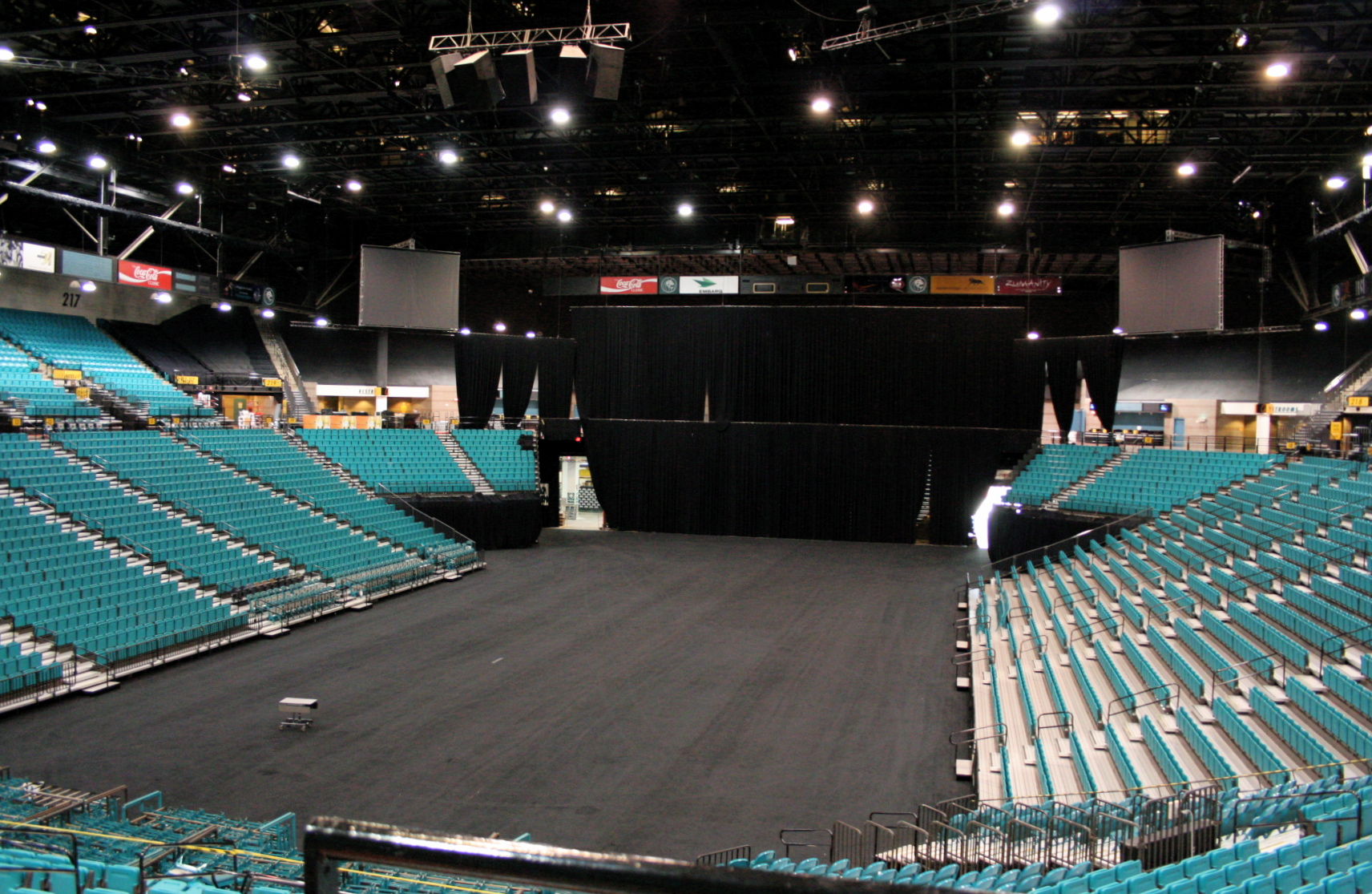
Arena MGM Grand Garden

- Na noite de 7 de setembro de 1996, foi o último lugar que o rapper Tupac Shakur frequentou, antes de ser baleado.
- Em 18 de Novembro de 2001 foi o gravado o show da turnê mundial Dream Within a Dream  da cantora pop Britney Spears.
- Um enorme leão dourado esta na entrada do hotel. O animal é o símbolo do local.
- O cassino foi um dos principais cenários do filme Onze Homens e um Segredo.
- Em 1997 foi gravado o primeiro show da megaturnê mundial "One Night Only", dos Bee Gees. Show que mais tarde seria lançado em CD, VHS e DVD.
- Houve um evento de artes marciais mistas organizado pelo Ultimate Fighting Championship. O evento aconteceu dia 7 de julho de 2012.
- O cantor brasileiro Roberto Carlos realizou um show lá no segundo semestre de 2014.